# Berliner Morgenpost

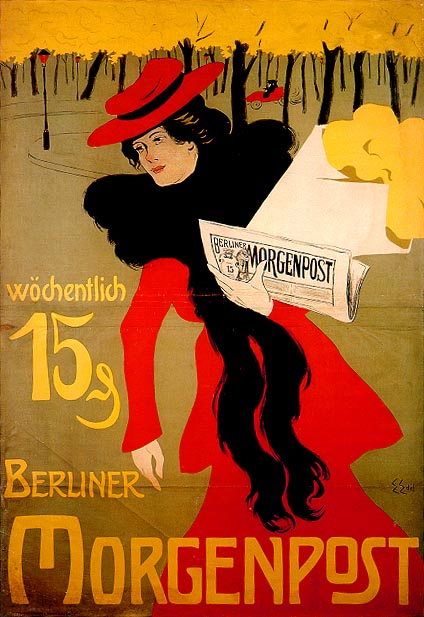
Affiche publicitaire lithographiée (1901) d'Edmund Edel.

Le Berliner Morgenpost est l'un des principaux quotidien berlinois après le Berliner Zeitung et  B.Z.. Le journal appartenait au groupe de presse Axel Springer Verlag jusqu'à sa vente au groupe Funke en 2014.

## Ligne éditoriale
Journal de centre-droite, la rédaction du Berliner Morgenpost travaille de nos jours en forte collaboration avec celle de Die Welt. Toutefois, le journal développe avec plus de détails les événements culturels locaux, les informations sportives et les informations locales du Brandebourg.

## Historique
Le premier numéro du journal parait le 20 septembre 1898 sous l'impulsion de son fondateur Leopold Ullstein, fondateur du groupe Ullstein-Verlag. Le journal est nazifié à partir de 1933.
Le journal est ensuite repris par Axel Springer en 1959.
Le 1er mai 2014, le groupe Funke reprend le journal. Jusqu'au 31 août 2015, le Berliner Morgenpost  continue d'être approvisionné en contenu national par Die Welt. L'impression continue d'être assurée par l'imprimerie d'Axel Springer SE à Spandau.
Christine Richter a été rédactrice en chef de mai 2018 jusqu'à sa révocation en avril 2023.